# اکلینگتون
اکلینگتون (به انگلیسی: Acklington) یک روستا و محله مدنی در بریتانیا است که در نورث‌آمبرلند واقع شده‌است. اکلینگتون ۵۴۴ نفر جمعیت دارد.